# 对象管理组织
对象管理组织（英文Object Management Group,缩写为OMG）是一个国际协会，开始的目的是为分布式面向对象系统建立标准，现在致力于建立对程序、系统和业务流程的建模标准，以及基于模型的标准。

## 概述
OMG是一个国际性的非盈利协会。任何组织都可以加入，在缴纳会费后可以参与OMG标准的制定和投票讨论。
OMG只提供标准的详细说明书，并不提供对于标准的实现软件。但是在一个标准的草案被接纳成为正式标准之前，提交这个草案并被接受的成员必须保证，他们在一年之内将会开发一个服从这个标准的产品。这样就阻止了没有参照实现的标准。
OMG鼓励其他的企业或开源组织开发服从OMG标准的产品，并且设法开发强制机制，让不同的软件具有通用性。
OMG的广泛使用的标准包括UML,MOF，XMI 业务流程模型和标记法(BPMN)等。

## 历史
OMG在1989年由11家公司（包括IBM、Sun Micorsystems、苹果公司、美国航空等）创立。OMG最初的目的是开发一个分布式面向对象系统的标准。
现在OMG拥有800多名成员公司，包括计算机产业和软件产业的企业，也包括其他产业的成员。在2000年之后OMG的总部在美国的Needham。

## OMG的产品

### 模型驱动架构
OMG发布了建模标准，包括UML以及相关的标准：
- Meta-Object Facility (MOF),
- XML Metadata Interchange (XMI) and
- MOF Query/Views/Transformation (QVT).

这些标准一起成为了模型驱动架构的基础。